# Pierre-Marie de Courtois
Pierre-Marie Léon Jérôme de Courtois est un homme politique français né le 2 février 1795 à Montpellier (Hérault) et mort le 11 juillet 1875 à Vabres-l'Abbaye (Aveyron).

## Biographie
Chef d'escadron, il est député de l'Aveyron de 1846 à 1848, siégeant dans la majorité soutenant la Monarchie de Juillet.

## Sources
- « Pierre-Marie de Courtois », dans Adolphe Robert et Gaston Cougny, Dictionnaire des parlementaires français, Edgar Bourloton, 1889-1891 [détail de l’édition]